# Leucauge spiculosa
Leucauge spiculosa är en spindelart som beskrevs av Bryant 1940. Leucauge spiculosa ingår i släktet Leucauge och familjen käkspindlar.
Artens utbredningsområde är Kuba. Inga underarter finns listade i Catalogue of Life.